# Droga wojewódzka nr 288
Droga wojewódzka nr 288 (DW288) – droga wojewódzka o długości 28 km łącząca DK32 w m. Dąbie, do DK27 w m. Nowogród Bobrzański. 

## Miejscowości leżące przy trasie DW288
- Dąbie
- Lubiatów
- Bogaczów
- Nowogród Bobrzański